# Artigisa cautophanes
Artigisa cautophanes là một loài bướm đêm trong họ Erebidae.